# Hülse (Buch)
Die Hülse bezeichnet in der Buchbinderei einen flachgedrückten Schlauch aus zähem Papier, der, auf den Buchrücken aufgeklebt, eine zusätzliche Verbindung zwischen Buchblock und Buchdecke schafft.
Das Einhängen von Blocks auf eine Hülse wird besonders bei Büchern größeren Umfangs eingesetzt, da es das Aufschlageverhalten verbessert und so eine höhere Haltbarkeit mit sich bringt. Die Hülse muss dafür in ihrer Breite allerdings ziemlich genau der des Buchrückens entsprechen, denn wäre sie schmaler, würde sie reißen oder sich beim Öffnen des Buches ablösen.
Hülsen können heute sowohl manuell als auch maschinell hergestellt und weiterverarbeitet werden. Der entsprechende Arbeitsgang nennt sich ebenfalls Hülsen.